# Teesu
Teesu este o arie protejată (arie specială de conservare — SAC, sit de importanță comunitară — SCI) din Estonia întinsă pe o suprafață de 153,1 ha, integral pe uscat.

## Localizare
Centrul sitului Teesu este situat la coordonatele 58°24′51″N 22°05′02″E / 58.4141°N 22.084°E.

## Înființare
Situl Teesu a fost declarat sit de importanță comunitară în aprilie 2004 pentru a proteja un număr necunoscut de specii din flora spontană și fauna sălbatică aflate în arealul zonei. Situl a fost protejat și ca arie specială de conservare în aprilie 2007.

## Biodiversitate
Situată în ecoregiunea boreală, aria protejată conține 5 habitate naturale: Litoraluri nisipoase din Baltica boreală cu vegetație perenă, Dune împădurite din regiunile atlantică, continentală și boreală, Izvoare fino-scandinave și mlaștini produse de izvoare bogate în minerale, Taiga vestică, Păduri caducifoliate de mlaștină fino-scandinave.
La baza desemnării sitului se află un număr nedeclarat de specii protejate.
Pe lângă speciile protejate, pe teritoriul sitului au mai fost identificate 1 specie de plante.